# Piolet-traction

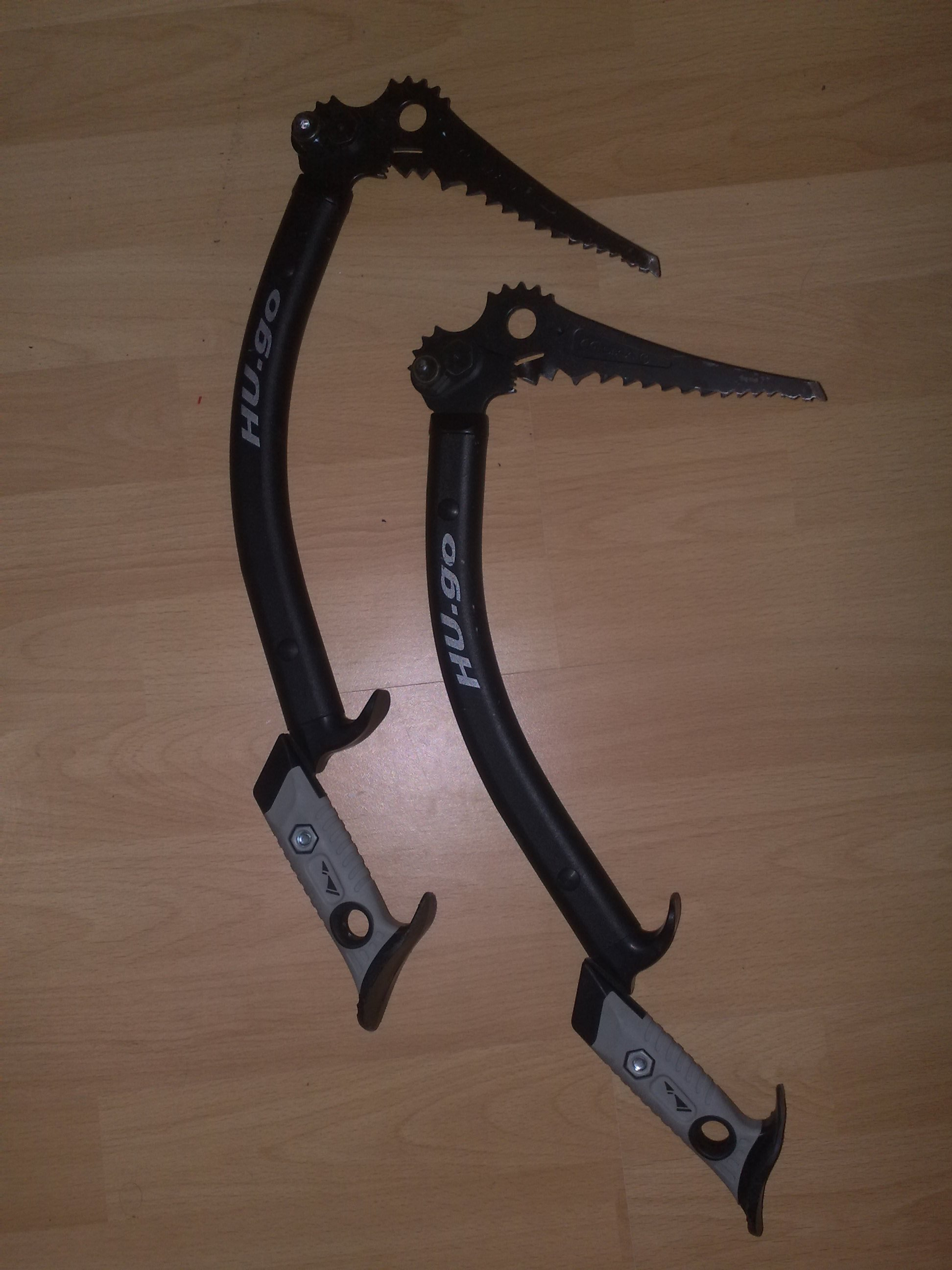
Piolet pour l'escalade glaciaire et le dry-tooling

Le piolet-traction est une technique d'alpinisme qui se pratique avec deux piolets techniques, matériel qui résulte de l'évolution du piolet inventé pour les courses de neige et les ascensions en escalade mixte. Par extension, ce terme désigne également les piolets conçus pour l'alpinisme technique et la glace, généralement très courts, au manche courbe pour un ancrage optimal.

## Histoire
En 1966, Yvon Chouinard dirige un design dans la conception des piolets. Travaillant avec Charlet, un fabricant de piolets, il propose un piolet incurvé de 55 cm. Chouinard pense qu' « une courbure compatible avec l'axe de frappe du piolet pour mieux rester dans la glace. J'avais remarqué qu'un piolet standard sortait souvent du trou quand je plaçais mon poids dessus. »,

## Caractéristiques
- Une lame : Dans la version 2008 des normes EN 13089 et UIAA 152, il est défini deux types de lames. Les piolets et lames de type 1, prévues pour la glace et la neige et les piolets et les lames de type 2 prévues pour le rocher, la glace et la neige. Les piolets et lames de type 2 sont 50 % plus résistantes que les piolets et lames de type 1 et permettent une utilisation sur terrain mixte et en dry-tooling[4];
- Un manche courbe dont la conception permet un swing (mouvement du poignet) facilitant l'ancrage dans la glace ;
- Une ou plusieurs poignées ;
- Des dragonnes ou des leashes : l'usage des dragonnes, qui limitent trop la gestuelle, tend à disparaître au profit des leashes (laisses) qui permettent d'attacher les piolets au pontet du baudrier pour éviter de les perdre durant les ascensions[5].